# Izolda o Białych Dłoniach
Izolda o Białych Dłoniach – bohaterka legendy o Tristanie i Izoldzie.
Izolda o Białych Dłoniach była Bretonką, żoną Tristana, który zawarł z nią ślub, sądząc, że Izolda Jasnowłosa o nim zapomniała. Dopiero po fakcie zrozumiał swój błąd. Chcąc pozostać wiernym Izoldzie Jasnowłosej zdecydował się okłamać żonę, mówiąc, iż uczynił ślub zakazujący mu zbliżenia z żoną przez rok po zawarciu sakramentu. Z początku Izolda o Białych Dłoniach uwierzyła Tristanowi, lecz potem odkryła smutną prawdę i znienawidziła męża. Tristan zmarł oszukany przez nią - gdy wyczekiwał powrotu swego przyjaciela spełniającego ostatnią wolę umierającego rycerza, ta doniosła mu, że żagiel statku, którym płynął przyjaciel jest czarny, co oznaczało, iż Izolda Jasnowłosa nie przybędzie pożegnać ukochanego (choć w rzeczywistości żagiel był biały, co oznaczało powodzenie). Gdy zrozumiała, co zrobiła w swej nienawiści, postradała zmysły.